# Mukand Pur
Mukand Pur es una ciudad censal situada en el distrito de Delhi norte,  en el territorio de la capital nacional,  Delhi (India). Su población es de 57135 habitantes (2011). 

## Demografía
Según el censo de 2011 la población de Mukand Pur era de 57135 habitantes, de los cuales 30808 eran hombres y 26327 eran mujeres. Mukand Pur tiene una tasa media de alfabetización del 81,43%, inferior a la media estatal del 86,21%: la alfabetización masculina es del 88,72%, y la alfabetización femenina del 72,77%.